# Radio Bocal
Pour les articles homonymes, voir Bocal.
Radio Bocal est une radio libre française, jamais autorisée, dédiée exclusivement à la chanson française, créée au début des années 1980 par le chanteur Daniel Guichard et installée à Nanterre, rue du Bois Joly. Elle émet alors 24 heures / 24 sur 104,7 FM et diffuse de la musique française. Elle disparaît en 1986.

## Historique
Radio libre lancée le 1er février 1982 par le chanteur Daniel Guichard, Radio Bocal a vécu ses premières années dans l'amateurisme, grâce à plusieurs bénévoles (fans pour la plupart de Daniel Guichard), ses locaux se trouvant au fond du jardin de l'artiste,. Son émetteur se trouve d'abord dans ce local, puis un ami possédant un magasin E.Leclerc lui installe l'émetteur sur le toit de son bâtiment, et enfin Daniel Guichard parvient à placer l'émetteur en haut d'une tour dans le quartier de La Défense. L'émetteur ne respectait d'ailleurs pas la puissance des 500 watts autorisés.
À partir de 1984, une nouvelle équipe d'animateurs ( mickel Saga, José Delois Ruiz, Coco, Marc...)sous la houlette d'un nouveau directeur général de la station, Jean-Luc Guérin, qui succède à Xavier Lefèvre, est mise en place. Des locaux plus vastes et plus appropriés au fonctionnement d'une radio FM à vocation commerciale sont ouverts à Nanterre. Radio Bocal choisit alors de programmer uniquement des chansons françaises et émet sur Paris et l'Ouest parisien. Radio Bocal souffre d'ailleurs d'une image "trop franchouillarde".
Radio Bocal disparaît en 1986, la fréquence ayant été vendue à la station Europe 1, qui désirait s'installer à son tour sur la FM,.

## Animateurs et révélations
Pierre-Brice Lebrun présente une émission hebdomadaire de chanson française le dimanche soir.
En 1982, Daniel Guichard produit Freddy Della et le diffuse sur Radio Bocal, une première sur les ondes FM pour l'harmoniciste.
Lorenzo Pancino, comédien de doublage et de voix off, commence sa carrière en 1984 à Radio Bocal dans une émission de cinéma, Cinémanie, présentée par José Ruiz alias José Delois
.
Catherine Ferry anime pendant un an une émission sur Radio Bocal.
En 1984, Michel Saga, directeur des programmes, choisit une programmation éclectique et populaire. Il diffuse souvent des artistes en début de carrière. Il est le premier à lancer sur les ondes le single de Femmes Jean-Luc Lahaye, Mourir les sirènes du groupe Canada, Femme libérée de Cookie Dingler, Confidences pour confidences de Jean Schultheis, ou encore Cargo d'Axel Bauer. Il diffuse également des artistes canadiens, et est le premier à programmer des gens tels que Jean Lapointe, François Guierre, Michel Rivard ou Zachary Richard.
La radio s'autofinance avec des opérations commerciales le weekend dans des concessions automobiles en direct sur l'antenne avec Michel Sage, José Delois Ruiz, et Coco notamment...